# 世界维吾尔青年代表大会
世界维吾尔青年代表大会（維吾爾語：دۇنيا ئۇيغۇر ياشلىرى قۇرۇلتىيى
‎，拉丁维文：、英語：），又称国际维吾尔青年联盟、世界维吾尔青年联盟、世界东突青年代表大会，1996年11月在德国慕尼黑召开的第一届世界维吾尔青年代表大会标志着该组织的正式成立，第一届主席为吾买尔·卡那提。

## 简介
1996年11月，第一届世界维吾尔青年代表大会在德国慕尼黑举行。该组织由从中國出境的维吾尔族人以及旅居中国境外的維吾爾人共同成立。是一个东突厥斯坦独立运动组织。
“世界维吾尔青年代表大会”第一届主席吾买尔·卡那提、东突厥斯坦民族自由中心主席艾尼瓦尔·玉素甫负责东突解放组织美国分部的工作。第三届世界维吾尔青年代表大会的召开得到了东突厥斯坦解放组织的支持。“东突厥斯坦解放组织”副主席多里坤·艾沙连任三届世界维吾尔青年代表大会主席，并负责东突厥斯坦解放组织德国分部的工作。
2003年12月15日，中华人民共和国公安部在北京召开新闻发布会，公布第一批“东突”恐怖组织和恐怖分子名单名单，其中恐怖组织有东突厥斯坦伊斯兰运动、 东突厥斯坦解放组织、世界维吾尔青年代表大会、东突厥斯坦新闻信息中心。中国政府指出，世界维吾尔青年代表大会成立后，即制定了暗杀中国新疆维吾尔自治区党政军领导人、破坏铁路及桥梁、制造恐怖爆炸、袭击中国驻外机构、在中国同印度、中国同塔吉克斯坦、中国同阿富汗的边境地区进行武装袭扰等计划。1993年，该组织策划实施了喀什农机公司办公大楼爆炸案及莎车录像厅爆炸案，共造成2人死亡，22人受伤。
2004年，该组织被整合进“世界維吾爾代表大會”這一組織下。世界維吾爾代表大會起於2004年4月16日至19日在德国慕尼黑市由东突厥斯坦（维吾尔斯坦）民族大会与世界维吾尔青年代表大会共同召集各东土耳其斯坦东突厥斯坦组织筹建的领导机构。
世界维吾尔青年代表大会採用的維吾爾語類型為拉丁维文（ULY、Uyghur Latin Yéziqi）。

## 历任主席
1. 吾买尔·卡那提（第一届）
2. 多里坤·艾沙（第二、三、四届）

## 外部連結
- 世界维吾尔代表大会 （页面存档备份，存于）（維吾爾文）（英文）（德文）（中文）（日語）